# Atherigona tridens
Atherigona tridens är en tvåvingeart som beskrevs av Malloch 1928. Atherigona tridens ingår i släktet Atherigona och familjen husflugor. Inga underarter finns listade i Catalogue of Life.